# Robert Erickson
Robert Erickson (né le 7 mars 1917 à Marquette – mort le 24 avril 1997 à San Diego) est un compositeur américain.

## Discographie
- American Classics - A Continuum Portrait Vol. 9 - Erickson: Recent Impressions, Songs, High Flyer, Summer Music. Naxos 8.559283
- Erickson: Pacific Sirens. New World Records 80603
- Robert Erickson: Kryl, Ricercar, Postcards, Dunbars Delight. CRI 616
- Robert Erickson: Auroras. New World Records 80682
- Robert Erickson: Complete String Quartets. New World Records 80753
- Robert Erickson: Duo, Fives, Quintet, Trio. New World Records 80808